# Exolontha fuliginosa
Exolontha fuliginosa är en skalbaggsart som beskrevs av Leon Fairmaire 1889. Exolontha fuliginosa ingår i släktet Exolontha och familjen Melolonthidae. Inga underarter finns listade i Catalogue of Life.